# Cornelius Varley

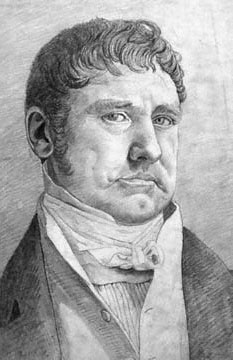
Retrato de William Gell realizado por Cornelius Varley en 1816 y actualmente expuesto en la National Portrait Gallery.

Cornelius Varley (Londres, 21 de noviembre de 1781 - Hampstead, 2 de octubre de 1873) fue un acuarelista e inventor inglés.
Hermano menor del pintor y astrólogo John Varley, Cornelius nació el 21 de noviembre en Hackney, Londres. Fue educado por su tío, un fabricante de instrumentos científicos, y con él adquirió un conocimiento de las ciencias naturales. Alrededor de 1800, se unió a su hermano en un recorrido por Gales, momento en el cual empezó a estudiar arte. Pronto empezó a enseñar a pintar. Desde 1803 hasta 1859 tuvo el privilegio de poder exhibir sus obras en la Royal Academy de Londres, además de contribuir regularmente con la Royal Watercolour Society, quien fue uno de los miembros fundadores hasta 1821.
Sus obras consisten principalmente en terminar con cuidado los temas clásicos, desde la arquitectura hasta las figuras. También ha realizado una serie de aguafuertes de barcos y otras embarcaciones navegando por el río Támesis,
Además de la faceta de artista, durante toda su vida también siguió profundamente interesado en las actividades e innovaciones científicas, contribuyendo de una forma destacada en la mejora de la cámara lúcida, la cámara oscura y el microscopio. Una trayectoria que se vio recompensada con la Medalla de Oro Isis entregada por la Society of Arts de Londres. Durante la celebración de la Gran Exposición en Londres en el año 1851, Varley ganó una medalla por el invento del telescopio gráfico.
Tuvo diez hijos, entre los cuales destacó el ingeniero C. F. Varley.